# Cucullaea vaga
Cucullaea vaga is een tweekleppigensoort uit de familie van de Cucullaeidae. De wetenschappelijke naam van de soort is voor het eerst geldig gepubliceerd in 1930 door Tom Iredale.